# Sendeturm Hohe Möhr
Der Sendeturm Hohe Möhr ist ein in den 1960er Jahren erbauter 77 Meter hoher, freitragender Stahlfachwerkturm auf dem Schwarzwaldgipfel Hohe Möhr. Rund 60 Meter östlich des Sendeturms steht der Aussichtsturm Hohe Möhr. Entlang des Gipfels zieht sich die Gemeindegrenze zwischen Zell im Wiesental und Schopfheim. Während sich der Sendeturm auf der Gemarkung von Zell befindet, steht der Aussichtsturm auf Schopfheimer Gemeindegemarkung.

## Frequenzen und Programme

### Radioprogramme
Folgende Radioprogramme werden über UKW vom Sender Hohe Möhr ausgestrahlt:
| Sendername             | Frequenz  | ERP   |
| ---------------------- | --------- | ----- |
| SWR1 BW                | 87,6 MHz  | 100 W |
| SWR3                   | 96,8 MHz  | 500 W |
| SWR4 FR                | 100,2 MHz | 500 W |
| Freies Radio Wiesental | 104,5 MHz | 500 W |

### Analoges Fernsehen (PAL)
Vor der Umstellung auf DVB-T diente der Sendestandort auch für analoges Fernsehen. Vom Sender Hohe Möhr wurde das Fernsehprogramm ARD auf Kanal 55 mit einer Effektiven Strahlungsleistung von 4 kW bei horizontaler Polarisation abgestrahlt.

### Weitere Funkdienste
Neben der Abstrahlung von Radioprogrammen beherbergt der Turm noch Antennen für weitere Funkzwecke auf 39; 45,3; 50 und 63 Meter, sowie Antennen für den Mobilfunkbetrieb auf 51,3 und 55 Meter.